# Roxy Jezel
Roxy Jezel, née le 5 juin 1982 à Londres, est une actrice pornographique britannique.

## Biographie
Jezel, dont la mère est anglaise et le père thaïlandais, vivait dans la partie est de Londres. Dans une interview, elle décrivit l'endroit où elle vivait comme une « sorte de ghetto ».
Avant de commencer sa carrière dans la pornographie, elle était stripteaseuse en Australie où elle créa son propre site web.  Elle a alors été contactée par l'agence LA Direct Models qui la fit venir à Los Angeles.  Dès son arrivée aux États-Unis en 2003, elle fut immédiatement recrutée par le studio Red Light District et elle commença sa carrière. Elle tourna sa première scène avec Lexington Steele et Erik Everhard dans le film Me Luv U Long Time 4.
Le 28 juillet 2006, c'est elle qui remporta la deuxième saison de l'émission Jenna's American Sex Star. De ce fait, elle décrocha un contrat avec Club Jenna et devint ainsi la première actrice non-caucasienne sous contrat avec le studio.
Elle apparaît dans la 3e saison de la série Entourage.

## Récompenses
- 2004 : XRCO Award Best Orgasmic Oralist